# Basilan (isola)
Basilan è un'isola delle Filippine, appartiene alla provincia di Basilan con capoluogo Isabela.
Basilan fa parte di un sistema di 7.107 isole che compongono l'arcipelago delle Filippine. A livello regionale, Basilan è l'isola più grande e la più settentrionale delle isole Sulu tra l'isola filippina di Mindanao e il Borneo, che comprende circa 400 isole. Lo Stretto di Basilan, a circa 31 km nel suo punto più stretto, separa Basilan da Zamboanga.
L'isola è bagnata dal stretto di Basilan, da nord, il Mare di Sulu da nord-ovest e ovest, il Golfo Moro da nord-est, e il Mare di Celebes da Sud, Sud-Est ed Est.
L'isola è lunga 66 km e larga 44 km ed ha una superficie totale di 1234,2 km. Da ovest a est, l'isola è rivestita da una catena montuosa, con cime alte fino a 1020 m.

## Geografia antropica

### Suddivisioni amministrative
Basilan è suddivisa in undici comuni indipendenti e in due città. I comuni sono a loro volta suddivisi in 255 barangays (distretti).

#### Città
- Isabela
- Lamitan

#### Comunità
- Akbar
- Al-Barka
- Hadji Mohammad Ajul
- Hadji Muhtamad
- Lantawan
- Maluso
- Sumisip
- Tabuan-Lasa
- Tipo-Tipo
- Tuburan
- Ungkaya Pukan